# يانوش يانوفسكي
يانوش يانوفسكي (بالبولندية: Janusz Janowski)‏ هو رسام بولندي، ولد في 9 سبتمبر 1965 في Połczyn-Zdrój ‏ في بولندا.